# 香春站
香春站（日语：／ Kawara eki */?）是位於福岡縣田川郡香春町大字香春，屬於九州旅客鐵道（JR九州）的日田彥山線車站。車站編號為JI11。為香春町的代表車站，町役場位於車站北端僅400米。平日早上有一班從添田開車的列車會以本站為終點站。列車稍停10分鐘後，會原車返回添田。
此站曾經亦可轉乘添田線。但在日本國鐵末期時已經廢線。

## 車站構造

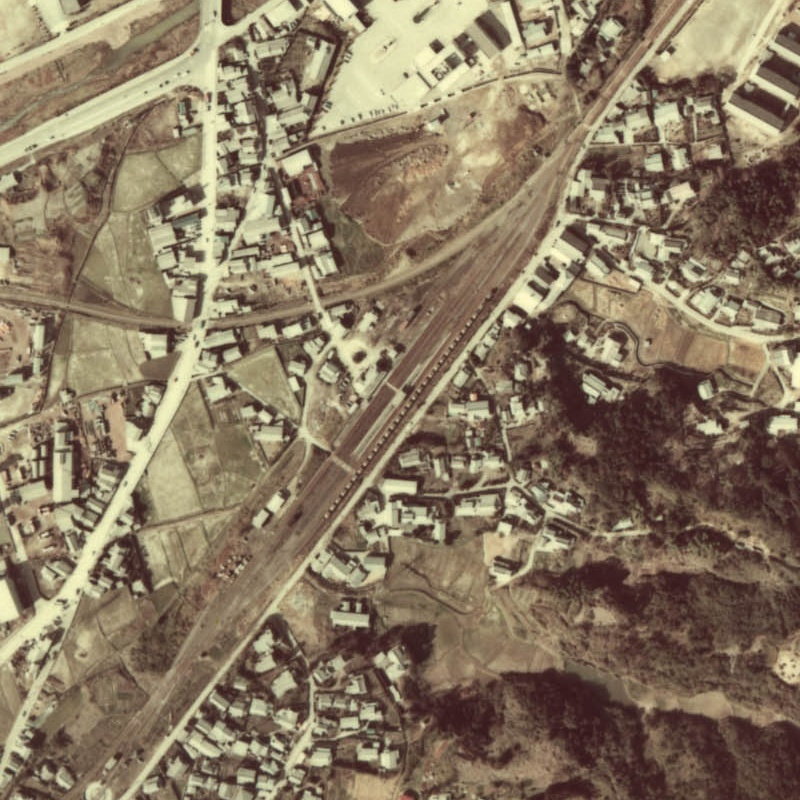
車站周邊的航空相片（1974年）。圖中中央部分為香春站。圖中東北方與車站向西南延伸的路線是日田彥山線。車站向西延伸的是日本水泥專用線（現已廢止）。

### 站房
現時使用中為第二代站房，以水泥建成的單層站房，但左右兩側的屋頂附有裝飾用的閣樓。玄關門柱、窗戶及候車室玄關均帶有歐陸式風格。車站入口、通道及開放式驗票口均設於中央，右側為原站務室及售票櫃位，無人化後，由香春町觀光協會進駐，辦公時間內，會有職員在月台上處理驗票事宜，但除補票外，不設任何票務事宜，在窗口前方則放置了一部自動售票機；左側為候車室，觀光協會進駐時，將其併合成為放置觀光資訊及播放町旅遊資訊的影片等，原來的獨立式四座位座椅亦獲得保留，後來因打造成為大河小說《青春之門》的1975年電影版的場景（雖然主人公的出身地為隔鄰的田川市，但故事肉其中一個主要場景香春岳則位於香春町內），2022年尾起將候車室改成為伊吹信介讀書時期的課室擺設，並以學生書桌、椅子、黑板、文件櫃等學校傢具都放進去，直至現在。
站房前方設有小型的站前廣場，附有供私家車停泊的停車場；左側設有自動販賣機及一組有蓋單車停泊場。中央的迴旋處設置了以岩石圍繞、並且為紀念「九州 Olle」推行一周年而豎立的香春石豍。站前廣場前的出入口設有投幣式電話亭，洗手間則設於月台內。

### 月台
原設有側式月台及缺角式島式月台各一個，但在國鐵時代時，島式內側的月台及缺角式月台均已經棄用，路軌亦被拆去，變成了現時的兩個側式月台相關的邊沿已經用鐵絲網及鐵架所圍封，原軌道路基上則放置了多個由町商工會女性部所打理的大型花壇。月台之間以位處最末端、靠向小倉方向的平交道所連接。
| 月台 | 路線       | 上下行 | 方向                 | 備注                                     |
| ---- | ---------- | ------ | -------------------- | ---------------------------------------- |
| 1    | 日田彥山線 | 上行   | 經日豐本線往小倉     |                                          |
| 2    | 日田彥山線 | 下行   | 田川後藤寺、添田方向 | 早上由添田開至本站的區間車以本月台起訖。 |

### 原站房
為木建成的單層站房，左側為候車大堂，右側為票務處及售票窗口，1995年時因失火而遭燒毀。

### 日本水泥專用線
香春站在啟用至國鐵分割民營化前的1986年之間均設有貨運業務。另外，此站連接日本水泥（現時：太平洋水泥）的專用線。
在1935年6月，車站西邊建設了淺野水泥（後來為日本水泥）香春工場，並開始進行作業。專用線敷設時期不明。在1951年8月，開始運載散裝水泥運送至日本水泥門司工場（鄰接葛葉站）。後來在1955年11月，開始運送水泥來往東小倉站。在專用線中，使用了D51形蒸氣機車或DD51形柴油機車牽引HoKi3500形貨車。
車站的貨物起卸量在1979年到達頂峰後開始每年減少。在1986年10月4日起，日本水泥專用線永久停止使用，此站的貨運服務中止。另外，香春工場在2004年關閉。

#### 運送量、收入
| 年度 | 小倉鐵道   | 小倉鐵道     | 小倉鐵道     | 小倉鐵道     |
| 年度 | 旅客（人） | 貨物（公噸） | 旅客（日圓） | 貨物（日圓） |
| ---- | ---------- | ------------ | ------------ | ------------ |
| 1924 | 48,375     | 23,812       | 10,957       | 22,935       |
| 1928 | 41,266     | 75,013       | 9,485        | 71,494       |
| 1931 | 34,402     | 72,724       | 7,372        | 71,363       |
| 1935 | 45,510     | 124,390      | 9,892        | 95,778       |

- 資料來自各年度福岡縣統計書

## 歷史
- 1915年4月1日：隨小倉鐵道（日语：小倉鉄道）小倉～上添田間開通，本站開始營業[3]，稱為「上香春站」。當時為旅客和貨運車站[4]。
- 1943年5月1日被國有化[5]。改為鐵道省添田線[6][7]。亦改名為「香春站」[4]。
- 1956年3月15日：添田線（第一代）改名為日田線[4]。
- 1957年10月1日：此站至伊田之間的日田線短絡線啟用[8]。
- 1960年4月1日：此站至大任至添田之間編為添田線（第2代），城野至後藤寺至夜明之間成為日田彥山線[8]。
- 1984年2月1日：結束行李起卸業務[4]。
- 1985年4月1日：添田線廢止[8]。
- 1986年11月1日：結束車載貨物起卸業務[4]。
- 1987年4月1日：國鐵分割民營化，車站由九州旅客鐵道（JR九州）營運[9][10][11][4]。
- 1995年9月10日：火災使站房燒毀[12]。
- 1996年3月16日：新站房開始使用[13]。
- 2014年7月1日：改為無人車站。

## 使用狀況
《福岡縣統計年鑑》及「香春町統計網頁」均沒有本車站的使用記錄。
JR九州自2016年度起只公佈最多使用量的首300個車站，本站自2016年度起，皆從未打入首300名的位置。但因能保持日均使用人數超過100人，所以可位列在排行榜後的附錄頁，但不公佈實在使用人數。
| 年度 | 1日平均 乘車人次 | 出處       |
| ---- | ---------------- | ---------- |
| 2016 | >100             | [ 統計 1 ] |
| 2017 | >100             | [ 統計 2 ] |
| 2018 | >100             | [ 統計 3 ] |
| 2019 | >100             | [ 統計 4 ] |
| 2020 | >100             | [ 統計 5 ] |
| 2021 | >100             | [ 統計 6 ] |
| 2022 | >100             | [ 統計 7 ] |
| 2023 | >100             | [ 統計 8 ] |

## 相鄰車站
九州旅客鐵道（JR九州）
日田彥山線
■快速（上行1班）
石原町（JI08）←香春（JI11）←一本松（JI12）
■普通
採銅所（JI10）－香春（JI11）－一本松（JI12）

### 曾經存在的路線
日本國有鐵道
添田線
香春－上伊田

### 統計數據
1. ↑   (PDF). 九州旅客鉄道. 2017-07-31  [2017-08-01]. （原始内容 (PDF)存档于2017-08-01）.
2. ↑   (PDF). 九州旅客鉄道.   [2019-03-10]. （原始内容 (PDF)存档于2019-07-06） （日语）.
3. ↑   (PDF). 九州旅客鉄道.   [2018-07-13]. （原始内容存档 (PDF)于2019-12-06） （日语）.
4. ↑  駅別乗車人員上位300駅（2019年度） （页面存档备份，存于），JR九州。
5. ↑  駅別乗車人員上位300駅（2020年度） （页面存档备份，存于），JR九州。
6. ↑  駅別乗車人員上位300駅（2021年度） （页面存档备份，存于），JR九州。
7. ↑  駅別乗車人員上位300駅（2022年度） （页面存档备份，存于），JR九州。
8. ↑   (PDF).   [2025-04-24]. （原始内容存档 (PDF)于2024-09-19）.

## 外部連結
- JR九州香春站（日語）
- 九州 Olle 筑豊・香春行程